# Giorgio da Como (XIV secolo)
Giorgio da Como (fl. XIV secolo) è il nome con cui è conosciuto un architetto attivo in Emilia nella seconda metà del XIV secolo.
Gli è attribuito il completamento della parte meridionale della cinta muraria di Fidenza (1364-1366) e la porta di San Donnino del 1364 che scavalca la via Emilia al suo ingresso in città.